# Брукан, Силвиу
Силвиу Брукан (рум. Silviu Brucan, урожд. Саул Брукнер (нем. Saul Bruckner), 18 января 1916, Бухарест — 14 сентября 2006, Бухарест) — румынский политический деятель, политолог, дипломат.

## Биография
Родился в немецкоязычной еврейской семье 18 января 1916 года в Бухаресте.
В годы правления Георгиу-Дежа был одним из его ближайших соратников и влиятельным партийным идеологом, жёстким сталинистом, занимал посты посла в США (1955), постоянного представителя в ООН (1959—1962). После прихода к власти Чаушеску вступил с ним в конфликт, объединился с группой политиков левого крыла (Георге Апостол, Корнелиу Мэнеску и др.), недовольных его политикой. Выступал за рубежом с критикой Чаушеску с левых позиций, был исключён из РКП, но при содействии главы «Секуритате» Юлиана Влада выехал в США, где дал ряд интервью с критикой политики Чаушеску. После свержения Н. Чаушеску — журналист, политолог и телекомментатор. Был активным сторонником преобразования Фронта национального спасения в политическую партию.
Умер 14 сентября 2006 года.

## Награды
- Медаль «Румынская революция декабря 1989 года» (13 декабря 1991 года)[5]

## Сочинения
- Îndreptar-dicţionar de politologie (Справочник по политологии, 1993)
- Stâlpii noii puteri in România (Опоры новой власти в Румынии, 1996)
- De la capitalism la socialism şi retur (От капитализма к социализу и обратно, 1998)
- Social Change in Russia and Eastern Europe (Социальные изменения в России и Восточной Европе, 1998)
- România în derivă (Румыния в дрейфе, 2000)
- Profeţii despre trecut şi despre viitor (Пророчества о прошлом и будущем, 2004)